# Marie Bouffa
Marie Rachel Eudoxie Bouffa (Comblain-au-Pont, 19 de janeiro de 1882 - Ravensbrück, 1 de fevereiro de 1945) fez parte da resistência belga durante a Segunda Guerra Mundial e foi reconhecida como Justa entre as Nações.